# Alex Verburg

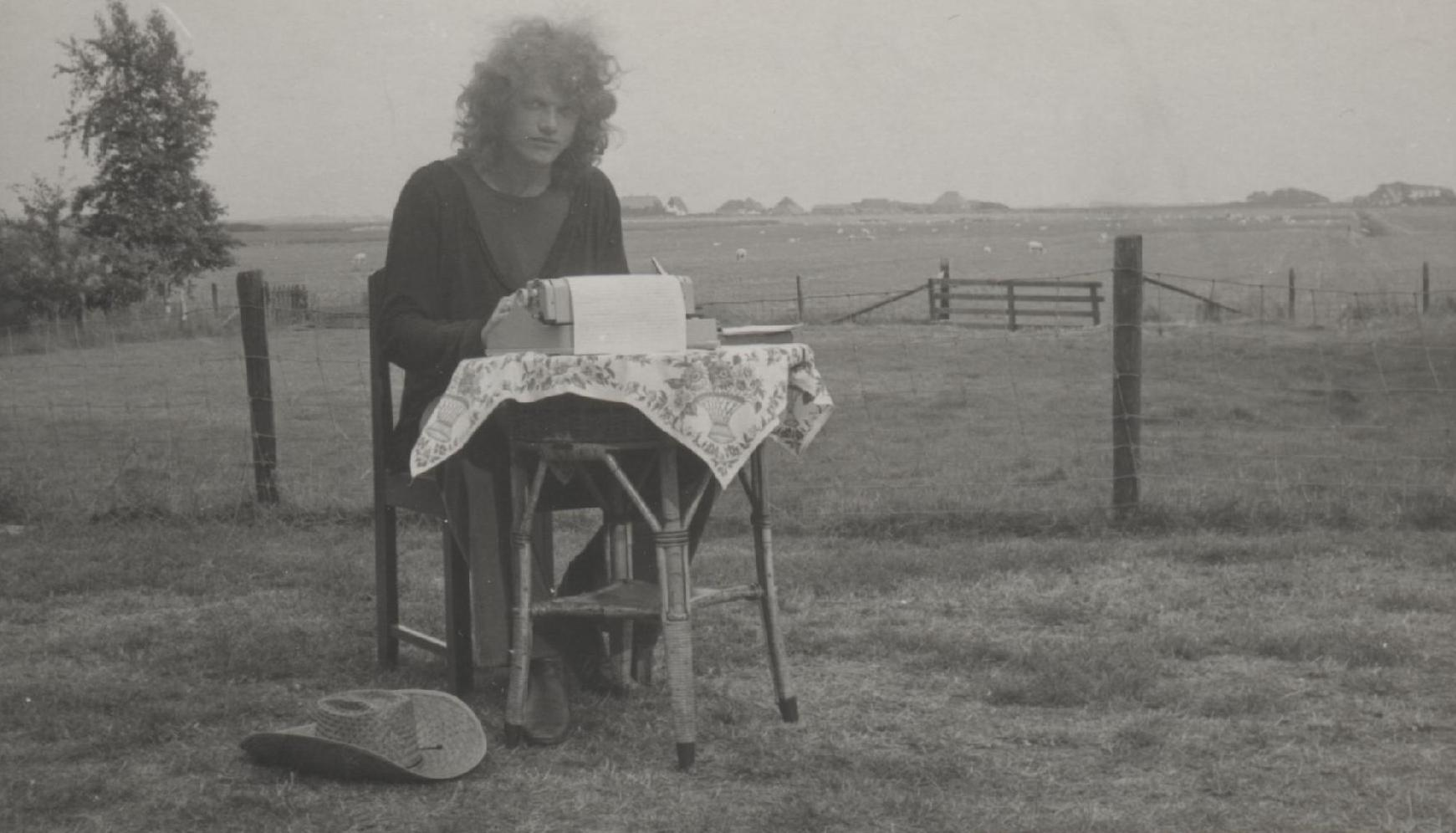
Schrijver Alex Verburg op Texel, 1973

Alex Verburg (Den Haag, 13 december 1953) is een Nederlandse schrijver.
Alex Verburg was aanvankelijk werkzaam als journalist, onder andere bij de Texelse Courant en uitgaven van het uitgeversconcern VNU. Drie journalistieke producties van grotere omvang van zijn hand vormen levensbeschrijvingen van pater Van Kilsdonk, Liesbeth List en van Hank Heijn, de weduwe van de in 1987 vermoorde Gerrit Jan Heijn.
Zijn debuut als romanschrijver was Het huis van mijn vader, dat verscheen in 2002. Later volgde de roman En najagen van wind (verschenen in 2004). In beide boeken is de erotische spanning duidelijk voelbaar. Daarbij gaat het in Het huis van mijn vader onder meer over de relatie tussen een beginnende puber en een man van in de twintig, en in En najagen van wind over het leren omgaan met bi-seksuele gevoelens.
Een ander door Alex Verburg beoefend literair genre is dat van het schrijven van theaterteksten. Zo publiceerde hij in 2003 ter gelegenheid van het Gergiev Festival van dat jaar de theatermonoloog Prokofjevs terugkeer naar Rusland en trad hij van 2006 tot 2011 met Liesbeth List op in een door hem geschreven voorstelling.
In het voorjaar van 2009 verscheen van Alex Verburg een roman over de relatie tussen de Nederlandse Annie (dochter van een NSB'er) en Johann, een Duitser, werkzaam bij de Arbeidsdienst. Dit boek draagt de titel Dwalingen. Het is een waargebeurd liefdesdrama in oorlogstijd.